# Карл II Ото (Пфалц-Цвайбрюкен-Биркенфелд)
Карл II Ото фон Пфалц-Цвайбрюкен-Биркенфелд (на немски: Karl II Otto von Pfalz-Zweibrücken-Birkenfeld; * 5 септември 1625, Биркенфелд; † 30 март 1671, Биркенфелд) от страничната линия на пфалцските Вителсбахи, е херцог и пфалцграф на Пфалц-Биркенфелд от 1669 до 1671 г.

## Биография
Той е син, най-малкото дете, на пфалцгаф и херцог Георг Вилхелм (1591 – 1669) и първата му съпруга графиня Доротея фон Солмс-Зоненвалде (1586 – 1625), дъщеря на граф Ото фон Золмс-Зоненвалде-Поух. Внук е на пфалцгаф и херцог Карл I. Сестра му Мария Магдалена се омъжва през 1644 г. за граф Антон Гюнтер I фон Шварцбург-Зондерсхаузен (1620 – 1666).
Наследен е от братовчед му Христиан II, син на чичо му Христиан I фон Пфалц-Бишвайлер-Биркенфелд.

## Фамилия
Карл II Ото се жени на 26 септември 1658 г. за графиня Маргарета Хедвиг фон Хоенлое-Нойенщайн (1 юни 1625; † 24 декември 1676), дъщеря на граф Крафт VII фон Хоенлое-Нойенщайн-Вайкерсхайм. Те имат три деца:
- Карл Вилхелм (1659 – 1660)
- Шарлота София Елизабет (14 април 1662 – 14 август 1708, Аленбах)
- Хедвиг Елеонора Мария (17 август 1663 – 12 февруари 1721, Биркенфелд)